# امیل آله
امیل آله (فرانسوی: Émile Allais‎; ۲۵ فوریهٔ ۱۹۱۲ – ۱۷ اکتبر ۲۰۱۲) ورزشکار اسکی آلپاین اهل فرانسه بود.
وی در مسابقات کشوری و بین‌المللی در مجموع برندهٔ ۴ مدال طلا، ۴ مدال نقره، ۱ مدال برنز شده‌است.